# Jak wam się podoba

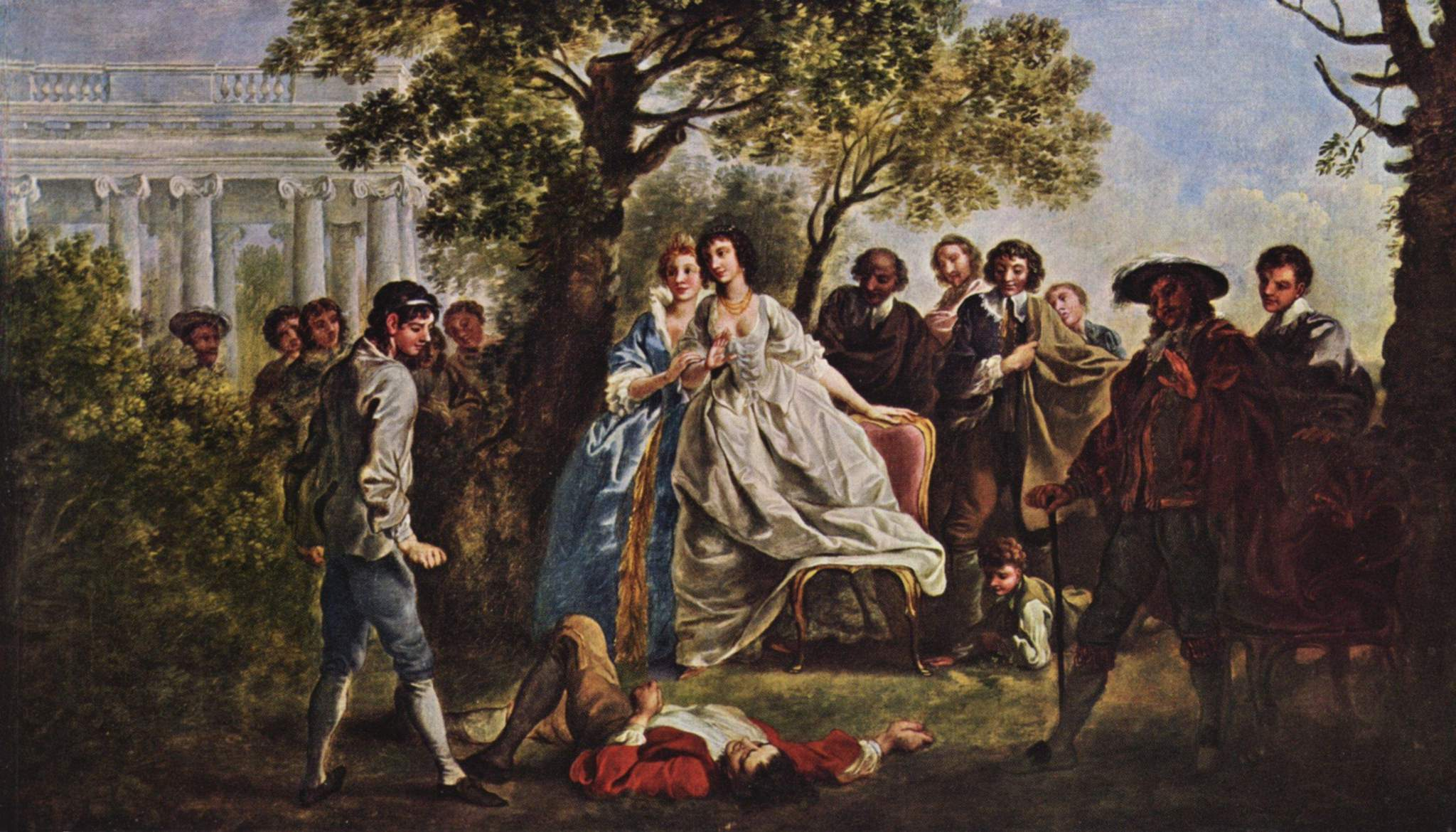
Scena z „Jak wam się podoba”, Francis Hayman, około 1750

Jak wam się podoba (ang. As You Like It) – idylliczna komedia autorstwa Williama Szekspira z 1599 lub 1600. Została opublikowana w Pierwszym Folio w 1623.
Akcja tej sztuki osadzona jest w jednym z francuskich księstw, jednak większa jej część rozgrywa się w pobliskim Lesie Ardeńskim, którego pierwowzorem był las z okolic Stratford-upon-Avon, czyli z rodzinnych stron Szekspira.

## Charakterystyka
Szekspir był wielokrotnie krytykowany za tę sztukę (m.in. przez Lwa Tołstoja), przede wszystkim za to, że stara się w niej podporządkować widzowi i zaspokoić jego gusta, o czym świadczyć może już sam tytuł. Mimo to, komedia ta pozostaje do dziś jedną z najczęściej wystawianych na scenie sztuk Szekspira.
Najbardziej znanym cytatem z tej sztuki jest fragment aktu II: „Świat jest teatrem, aktorami ludzie, którzy kolejno wchodzą i znikają”. W oryginale i całości brzmi on następująco:

All the world's a stage,
And all the men and women merely players:
They have their exits and their entrances.
Dzieło to było pięciokrotnie ekranizowane, po raz pierwszy w 1936, po raz ostatni w 2006 przez Kennetha Branagha.